# Оберемок Тамара Миколаївна
Тамара Миколаївна Оберемок (1937, Новомосковський район Дніпропетровської області — ?) — українська радянська діячка, завідувач молочнотоварної ферми колгоспу імені Котовського Новомосковського району Дніпропетровської області. Депутат Верховної Ради СРСР 7—8-го скликань.

## Біографія
Освіта середня спеціальна. У 1956 році закінчила зооветеринарний технікум.
У 1956—1962 роках — завідувач ферми колгоспу імені Димитрова, лаборант.
У 1962—1968 роках — завідувач тваринницької ферми колгоспу «Червоний партизан» смт. Губинихи Новомосковського району Дніпропетровської області, з 1968 року — завідувач молочнотоварної ферми колгоспу імені Котовського смт. Губинихи Новомосковського району Дніпропетровської області.
Член КПРС з 1963 року.
Потім — на пенсії.

## Нагороди
- орден Леніна
- ордени
- медалі